# Унизм
Унизм — направление в современном искусстве. Согласно теоретику унизма в абстрактном искусстве Стржеминскому, являлся дальнейшим развитием супрематизма и требовал при создании полотен отказа от множественности форм изображения, дабы сохранить его единство. Множественность форм, как считал художник, «разрывает» единство картины. Вместо органического единства композиции таким образом образуется механический конгломерат нестыкуемых между собой объектов.
Унизм — прямой последователь супрематизма, иногда его называют и направлением последнего. Другие супрематисты в основном не соглашались с унизмом, отстаивая идею связи искусства и практики. Унизм же требовал отказа от некоторых форм, так как их множественность разрывает картину и отвлекает от цвета, который ставили на первое место многие супрематисты. Главный теоретик унизма Стржеминский, работы которого однородны, лишены контрастов и динамики, выступал за лабораторную чистоту в изобразительном искусстве и считал унизм необходимым не только в живописи, но и в архитектуре. В 1926—1930 годах Стржеминский создал серию подчиненных унизму архитектурных работ, в которых активно применял золотое сечение. Также он распространял унизм на сферы скульптуры, урбанизма и типографского дела. Главным правилом унизма являлось единство произведения искусства с местом его создания. Ценилась однородность, при этом картина должна была быть ограничена и одновременно отделена от окружающего пространства рамой и при этом замкнута в себе. Картины в жанре унизма часто представляют из себя монотонный узор, наиболее крупные и обращающие на себя внимание зрителя элементы которого тяготеют к центру изображения.
Творчество самого Владислава Максимилиановича соответствовало изобретенным им принципам, но ярких последователей у пытавшегося какое-то время без особого успеха распространить новое направление среди художников Белоруссии и Польши Стржеминского не появилось, хотя интерес к его работам и унизму, обычно в сочетании с интересом к биографии и творчеству самого автора идеи, у потомков сохранился. Унизм внёс вклад в развитие искусства мирового авангарда.

## Труды Стржеминского об унизме
Изобретатель унизма пытался описать и популяризовать его в своих теоретических и критических трудах об искусстве:
- «Унизм в живописи» (1928)
- «Композиция в пространстве, расчеты ритма времени и пространства» (1932, совместно с женой Катажиной Корбо)
- «Функциональный шрифт» (1935)

Также Стржеминский самостоятельно разработал типографский дизайн для всех публикаций Библиотеки «a.r.», используя при этом стилистику, которая была подобна визуальной поэзии.